# Tracy-sur-Loire
Tracy-sur-Loire é uma comuna francesa na região administrativa de Borgonha-Franco-Condado, no departamento Nièvre. Estende-se por uma área de 23,33 km². Em 2010 a comuna tinha 998 habitantes (densidade: 42,8 hab./km²).